# 서울이여 안녕
서울이여 안녕은 1969년 공개된 대한민국의 영화이다. TBC 방송국의 동명 라디오 드라마를 원작으로 한 영화로 주제가 역시 원작인 라디오 드라마 에서도 나온 작가 한운사가 작사 영화에서 음악을 맡은 백영호가 작곡 가수 이미자가 부른 동명 타이틀의 노래이다.

## 배역
- 신성일
- 문희
- 유미